# بویسن (دهانه)
بویسن یک دهانه برخوردی در ماه است.

## دهانه‌های اقماری
این دهانه ۴ دهانه اقماری دارد.
| Buisson | عرض جغرافیایی | طول جغرافیایی | قطر          |
| ------- | ------------- | ------------- | ------------ |
| Y       | ۱٫۴° N        | ۱۱۲٫۶° E      | ۳۶٫۰ کیلومتر |
| X       | ۱٫۶° N        | ۱۱۱٫۶° E      | ۲۱٫۰ کیلومتر |
| Z       | ۰٫۰° S        | ۱۱۲٫۵° E      | ۹۸٫۰ کیلومتر |
| V       | ۰٫۶° S        | ۱۱۰٫۸° E      | ۲۲٫۰ کیلومتر |